# Dirk Geldof
Dirk Geldof is een voormalige politicus voor Groen!
Geldof is doctor in de politieke- en sociale wetenschappen (1999) en bachelor in de Wijsbegeerte aan de Universiteit Antwerpen.
In 1990 werd hij lid van de Antwerpse gemeenteraad. Na haar verkiezing in het Europees Parlement volgde hij in juni 1999 Patsy Sörensen op als schepen voor jeugd, bevolking, groen en emancipatie, een functie die hij vervulde tot eind 2000. In 2007 bekleedde hij de tweede plaats op de Groen!-lijst voor de Belgische federale verkiezingen 2007, maar enkel lijsttrekster Meyrem Almaci werd verkozen.
Van 1991 tot 2002 was hij co-auteur van de Jaarboeken Armoede en Sociale Uitsluiting. Geldof is docent aan de Universiteit Antwerpen, het Hoger Instituut Gezinswetenschappen en de Karel de Grote-Hogeschool.